# Sant Sadurní d'Osormort
Sant Sadurní d'Osormort és un municipi de la comarca d'Osona. Està situat a l'est de la regió de l'Alt Ter. Està situat a la vall de la riera Major, abans anomenada riera d'Osor, i envoltat de les poblacions de Viladrau, Espinelves, Vilanova de Sau, Sant Julià de Vilatorta, Folgueroles i Tavèrnoles. El terreny és, en la major part, forestal i de pastura.

## Geografia
- Llista de topònims de Sant Sadurní d'Osormort (Orografia: muntanyes, serres, collades, indrets..; hidrografia: rius, fonts...; edificis: cases, masies, esglésies, etc).

## Llocs d'interès

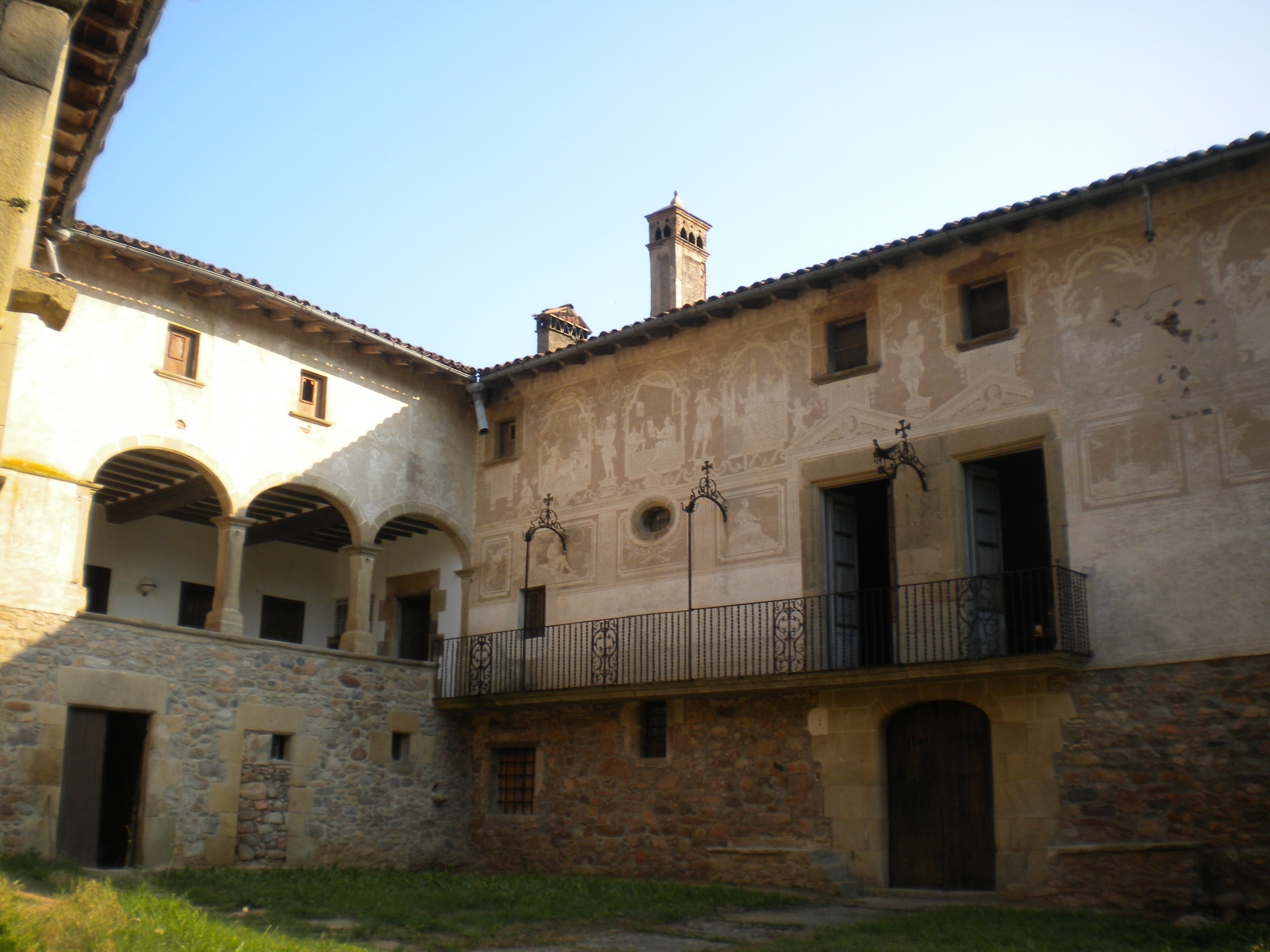
Façana esgrafiada de la masia Masferrer.

- Església de Sant Sadurní d'Osormort. Romànica del segle xi
- Dintre del terme, en un lloc conegut com el Puig Castellar, s'han trobat restes de ceràmica d'un antic poblat ibèric.
- La masia Masferrer sobresurt per la seva arquitectura, del segle xvii, amb la façana esgrafiada i excel·lents treballs de forja a les balconades.
- Masia La Pedrija, protegida com a Bé cultural d'interès local.[1]

## Demografia
| 1497 f | 1515 f | 1553 f | 1717 | 1787 | 1857 | 1877 | 1887 | 1900 | 1910 |
| ------ | ------ | ------ | ---- | ---- | ---- | ---- | ---- | ---- | ---- |
| -      | 18     | 17     | 117  | 209  | 343  | 213  | 298  | 233  | 235  |

| 1920 | 1930 | 1940 | 1950 | 1960 | 1970 | 1981 | 1990 | 1992 | 1994 |
| ---- | ---- | ---- | ---- | ---- | ---- | ---- | ---- | ---- | ---- |
| 266  | 296  | 318  | 315  | 242  | 131  | 79   | 81   | 73   | 73   |

| 1996 | 1998 | 2000 | 2002 | 2004 | 2006 | 2008 | 2010 | 2012 | 2014 |
| ---- | ---- | ---- | ---- | ---- | ---- | ---- | ---- | ---- | ---- |
| 74   | 76   | 76   | 83   | 91   | 89   | 91   | 94   | 93   | 86   |

| 2016 | 2018 | 2020 | 2022 | 2024 | 2026 | 2028 | 2030 | 2032 | 2034 |
| ---- | ---- | ---- | ---- | ---- | ---- | ---- | ---- | ---- | ---- |
| 80   | 79   | 76   | 90   | 84   | -    | -    | -    | -    | -    |